# Parablepisanis rufa
Parablepisanis rufa là một loài bọ cánh cứng trong họ Cerambycidae.